# 二度目の勇者は復讐の道を嗤い歩む
『二度目の勇者は復讐の道を嗤い歩む』（にどめのゆうしゃはふくしゅうのみちをわらいあゆむ）は、木塚ネロによる日本のライトノベル。「小説家になろう」での連載を経て書籍化された後、MFブックス（KADOKAWA）より2016年5月から2020年12月まで全8巻が書籍化刊行された。イラストは真空。
メディアミックスとして、四方屋やもの作画によりComicWalker（KADOKAWA）にてコミカライズされた。

## あらすじ
日本のとある学生・宇景海人はある日、王女アレシア=オロルレアの手により勇者として異世界に召喚され、魔王の討伐を依頼される。海人は紆余曲折の果てに魔王を倒して世界を救ったが、人類の敵という汚名と冤罪を着せられたうえに今まで助けてきた異世界の人間から命を狙われ、ついには昔助けた人々に騙されかつての仲間の手によって嘲笑われながら殺されてしまう。
死の間際、もし次があるなら裏切った者たちすべてを最も残酷に苦しめて絶望させてから皆殺しにすることを誓った海人は、気が付くと裏切り者に殺された記憶を持ったまま異世界に召喚された直後の状況に舞い戻る。図らずも二度目の人生を得た海人は、アレシアの要求を拒絶し、裏切り者を最も残酷な方法で苦しめて復讐するために行動を開始する。

## 登場人物

### 主要人物
宇景 海人（うけい かいと）
本作の主人公。魔王を倒す勇者として地球から異世界に召喚されたが、魔王の討伐を終えてからは、世界中の人間に命を狙われ続け殺されてしまう。
しかし、地球の神が用意していた「チュートリアルモード」という能力により一度目の人生の記憶を持ったまま、異世界召喚された時まで巻き戻ることとなる。
予想だにしない形で復讐の機会を手に入れたことを知り、巻き戻った際に失われた力を取り戻しながら、一度目の世界で自分を裏切った者達への復讐を遂げる旅に出る。
一度目の世界で人々に散々裏切られたため、復讐の聖剣で契約した者以外は信用しないことにしている。
また、自分を裏切った者と危害を加えようとする者に対しては自分への仕打ち以上の地獄を見せてから容赦なく始末することを心に誓っている。
なお、復讐対象ではない部外者については無暗に巻き込まないことにしているが、復讐相手に苦痛を味わわせるために必要な場合は容赦なく利用する
固有技能の「心剣」は、異なる形状・能力を持った魔力で作られた剣を必要に応じて形成し使用する能力である。剣から得られる能力や効果によって、戦闘技術に疎い日本人でありながら、異世界の敵と渡り合っている。特定の行動や条件を満たすことで新たな剣が追加される（例・魔畜の卵剣→ダンジョンコアの破壊）。
近接戦闘を得意とする反面、魔法の才能は一切持ち合わせていない。ただし、上記の心剣により魔法に近い現象を引き起こすことはできる。
ミナリス
海人の復讐の共犯者第一号。ウサギの獣人でオルレシア王国で奴隷として売られていた少女。幻術により、特徴であるウサギの耳や尻尾は隠すことができる。
元々は獣人への差別意識を持つ小さな村で同じウサギの獣人の母と獣人であることを隠しながら生活していた。
ある日、魔物に襲われた幼馴染のルーシャを守るために幻術を解き全力で戦い彼女を救う。
だが、口止めの約束を破ったルーシャに正体をばらされたことで、母と共に村の住人から袋叩きにあい、父にも見捨てられ奴隷として追放されることとなる。
奴隷として売られてからもずっと幼馴染や元父親、村人達への憎悪を燃やしており、海人に奴隷として買われた際、復讐の聖剣で契約を結び、彼と共に復讐を遂げる道を選ぶ。
海人との旅では食事などの身の周りの世話を一任されている。自分の料理に自信を持っており、買い食いにはかなり否定的。
また、復讐を成し遂げる機会と力を与えてくれた主人である海人に惚れ込んでおり、彼にポーションの口移しをねだるなどの色仕掛けをするが、レティシア一筋である海人には軽くあしらわれている。
復讐の聖剣で得た「幻炎毒鬼」は魔力により、自分が望む効果を持った毒を生み出す能力である。
自分の母を殺しゴミのように捨てた奴隷商やそれを笑っていた他の奴隷に対し、自身の能力で極限の空腹感を与え、魔物化の毒と魔物への毒を混ぜた食事を強引に喰わせ、ゴブリンに変貌させてから毒殺するという復讐を行なった際、海人からは「いい共犯者に巡り会えた」とその憎しみや能力を高く買われている。
ルーシャへの復讐を果たした直後、追ってきたメテリアに動きを封じられて、海人を地球に強制送還された後、メテリアに殺される直前、何者かに救われて危機を脱した。それからは目的を見失いかけるが、海人がレティシアとノノリックに合流した後に、シュリアとともに再合流した。
シュリア
海人の復讐の共犯者第二号。人間の親から生まれたのだが、祖先のエルフの血が先祖返りしており見た目はエルフそのものの姿である少女。先祖返りの影響で身体の成長が遅く、子供扱いされるのが少なからずコンプレックスになっている。
小さな村で母や妹のシュルミーと共に生活していたがある日シュルミーが病気にかかってしまい、病気を治すためのお金と一生の生活資金を工面してもらう代わりに、特殊な術で自身が持つ魔法の才能を異母姉のユーミスに譲渡した。
しかし、母やシュルミーを含め村の人はユーミスが召喚した悪魔に魂を食われ既にアンデッドと化していることを知り、自分がユーミスに騙されたことを思い知る。
一度目の世界ではここで殺されたが、二度目の世界では悪魔に食われそうになっていたところを海人に間一髪救われ、ユーミスを絶望させるために復讐の聖剣で海人と契約する。
復讐の聖剣で得た「傀儡憑代」は無機物に魔力を込めることで仮初の命を与え、術者の命令を遂行させる。また、契約前から持っている「緋の瞳」という能力により魔力の高い感知能力を持つ。
前述の通り、容姿はエルフだったのだが傀儡憑代でネコのぬいぐるみを操り、悪魔を喰らった際にその魔力を吸収してダークエルフのような姿に変貌した。
ミナリスがルーシャへの復讐を果たした直後、追ってきたメテリアに動きを封じられて、海人を地球に強制送還された後、メテリアに殺される直前、何者かに救われて危機を脱した。それからは目的を見失いかけるが、海人がレティシアとノノリックに合流した後に、ミナリスとともに再合流。
宇景 舞（うけい まい）
海人の復讐の共犯者第三号で海人の実の妹。海人が異世界召喚により失踪、家族をもその生贄にされたことで引きこもりになっていたが、親友に叱咤され海人の行方を追っていた。
海人に対してはかなりの毒舌だが、身体の弱かった幼少期の自分を大切にしてくれた海人を本心では敬愛している。周りからブラコンと称されているが本人は気にしていない。
幼少期、海人と共に楽しんでいた「兄妹が主人公のアニメ」の影響で海人のことを兄様と呼び、学校の部活で薙刀の訓練を積んでいる。
親友を目の前で殺した転移志願者を衝動的に手に掛けたことが負い目になっており、海人に手を出していた転移志願者の主犯格を悠斗と共に密かに始末しているところを海人に見られてしまう。
血に濡れた自分を見られたことで、パニックになり海人に襲い掛かったがその際に半ば強引な形で復讐の聖剣の契約を受け、大切な海人を虐げた異世界の人間の存在を知ることになる。
金崎 悠斗（かなざき ゆうと）
海人の復讐の共犯者第四号で海人の親友。海人が地球から消えた後、行方不明になった恋人の秋川詩織を見つけるために舞と集団失踪事件の情報を集め続けていた。
メテリアにより記憶を失い地球へと帰された海人に対し、詩織を探す手がかりを得るために記憶を思い出すように頼んだ。
失踪事件の一番の被害者である海人と舞の身を案じており、転移志願者が海人にまで手を出したことを知り彼らの身の安全を守るために転移志願者を一網打尽にすることを決意する。
のちに記憶を取り戻した海人から詩織が自分を異世界に召喚するための生贄に使われたことを聞かされ、復讐の聖剣で契約した際に詩織を生贄にしたアレシアの存在を知り彼女への復讐を決意する。しかし、天界のエージェントであるハイエルフ、エンディミアに「恋人を蘇生させてやる」とそそのかされて海人を裏切ろうとするも、初めから自分を騙していたことに気付き、エンディミアを道連れに魔力を暴走させ、己を爆弾と化して自爆。海人の眼前で、志半ばにして散った。

### 復讐相手
アレシア=オロルレア
海人と舞と悠斗の復讐相手でオロルレア王国の王女。海人の周りにいた学校の生徒や教師ら200人と海人の家族数人を召喚の生贄にして命を奪い、海人を異世界に召喚した張本人。
「オロルレアの美姫」と称されるほどの美貌を持っているが、その内心はオロルレア王国が掲げる「人族至上主義」の塊であり人間以外の種族（獣人やエルフ、ドワーフなど）には徹底的な差別意識を持っている。
異世界人の海人に対してもその差別意識から、仲間だと思ったことは一度もなかったと一度目の世界で断言していて、海人を騙したことや召喚するための生贄に対する罪悪感は微塵もなかった。
二度目の世界では召喚直後、理由もわからぬまま海人から暴行を受け、その身に切り傷で復讐宣言を刻まれてメッセージボード代わりにされる。 自分に暴力を振るった海人を激しく憎み「二度目の復讐者」と名乗った海人の行方を追っている。
「世界で最高の姉妹」と呼ぶほど、亡き姉ラムネシアに対する執着心は異常であり、姉を侮辱する者は誰であっても許さない。また、ラムネシアを蘇生させるためならあらゆる存在も犠牲になって当然と考える自己中心的な性格であり、誰よりも狡猾で残忍な存在。天界のエージェントであるハイエルフのエンディミアの甘言に敢えて乗って、ラムネシアの人形を作ってもらったのを機にラムネシアを蘇生させるための暗躍し始め（この間、人形と呼ばれて激昂する描写がある）、ついには女神ルーナリアの人格と魂を支配し、姉の姿をした人形に取り込んでラムネシアを疑似的に蘇生させた。この際にようやく海人を発見し、止む無く撤退する彼を冷たく見下している。
ギードット
海人の復讐相手。オロルレア王国の騎士団長。
身体中にいくつもの傷跡を持ち、オロルレア王家が抱える騎士団で最強と言われる壮年の男。
かつてはアレシアの姉ラムネシア付きの騎士だったが、そのラムネシアが若くして死んだため、王命によりアレシア付きの騎士となった。
アレシアを散々な目に遭わせた「二度目の復讐者」こと海人に対する怒りは凄まじく、追跡の指揮を執っている。
ユーミス・エルミア
海人とシュリアの復讐相手。学術都市・エルミアの領主代理の魔術師で魔道具の研究をしている。レズビアンであり、屋敷のメイド・ソーリィがお気に入り。
エルミア家の始祖が残した「エルミアの石碑に名を刻む栄誉を得たものの願いを叶える」という家訓を信じ、ソーリィとの同性結婚を実現させるために新たな魔道具を開発して石碑に名を刻めるほどの偉大な魔術師になることを目指している。
偉大な魔術師になるためなら手段を選ばないばかりか、自身のために他者が犠牲になるのは当然と言い切る自分勝手な性格で、一度目の世界ではシュリアを騙して魔法の才能と緋の瞳を奪った上に家族や村人ごと惨殺し、更には海人を新たな魔道具の材料にするために命を狙った。
海人の復讐の最初の標的とされ、家族や愛した者をほぼ全員殺された上、自身の悪行や本性を世間にばらされる。最後は最も愛していたソーリィを目の前で惨殺され発狂。海人とシュリアによって止めを刺された。しかし、その死は隠蔽され、「罪を逃れるために行方をくらました」と噂を流されたことで両親にも類が及び、エルミア家を断絶される末路を辿った。
グロンド=ゴールドット
海人の復讐相手。国際貿易都市・ダートラスで最大の権力を持つ企業・グロンド商会の会頭。
先代の会頭であった父の教えを受け継ぎ、金の力を妄信し、金のためなら殺人も平気で行う強欲な男。
金に物を言わせたやり方で自らの欲望を全て叶え、損失を出した者は「不良在庫の処分」と称して殺している。その裏では麻薬商売をしながら裏社会と手を組んでおり、自分に敵対する者を金と裏社会と麻薬の力による陰湿かつえげつない報復で徹底的に潰す悪徳商人にして大悪党。
自分より格下の者を「ゴミ虫」「虫けら」と呼び、名前を呼ぼうとすらしない、横柄かつ尊大、傲岸不遜を見事なまでに体現する男でもある。
一度目の世界では海人が情報提供した地球の知識をもとに作られた技術を独占するために、海人を殺して口封じを目論んでいた。金に一切執着心を見せない海人には内心で憤激しており、彼の知識で稼いだ金は孤児院に使うと嘘をつき、その孤児院の子供達を「ラムネ」という麻薬（凶悪な依存症を起こすドーピング強化薬）で壊し、「学校」で彼を殺す兵士に仕立て上げていた（同時に、幼児性愛者の性欲処理にも使われていた模様）。そうして金の力で海人を絶望させるため、彼が経済支援を要請していた孤児院の子供を薬物漬けにして海人を襲わせ、自身はそれによって苦しむ海人の姿を酒の肴にし、「踊っている」と満面の笑みを浮かべながら「今夜は美味い酒が飲めそうだ」と執事のフェグナーが思わず咎めたほどの下劣な高笑いを上げながら、高みの見物をしていた。
二度目の世界では海人の策によって商会を潰され、失意の中、スライムに追われ、一度目の世界で「学校」が建てられるはずだった地で、彼の部下や召使いたちが逆さに吊るされ、血まみれで死んでいる姿を目撃した。海人によって一度目の記憶を取り戻させられて憎悪を高めるが、海人が作った「学校」の処刑場に裸足で放り込まれ、彼の金を金網の下の水に落とし、金を溶かす「ラムネ」を溶かし込んだ溶液を飲まないと金が溶けてなくなってしまうゲームで「踊らされる」。ゲームの最終ステージまで、金網の熱などで焼かれながら、薬の効果をミスリルを含んだ白金貨で乗り切るも、白金貨によって魔力を奪われ、命を削られていることを知らされ、生きるために水を飲むことを諦め、「金」は溶液によって溶かされて無くなってしまう。金がなく、商人でもなくなった彼に対して、彼の存在価値もなくなったと判断した海人は【大罪の剣・羨慕城の狂女】で体を金属に変え、「金属」を溶かす水の中に放り込む。ゲームで「踊らされて」、彼の望んだ夢の通り「金」に溺れて死に、魂は大罪の剣によって未来永劫縛られることとなった。
ケリル
ミナリスの復讐相手で幼馴染。魔法国家・カーバンヘイムの学園の生徒。身体強化の魔法を得意とし、卒業後はカーバンヘイムの軍属になる予定だった。
正義感の強い性格だが、ミナリス曰く「自分の行いが正義だと思い込んでいて、相手が本当に悪なのかは見ていない」という独善的な価値観にすぎず、事実、真偽を確かめるだけの度量や冷静さは持っていない。
ルーシャの「ミナリスに虐められている」という嘘を鵜呑みにし、真偽を確かめもせず、他の村人と同様にミナリスを迫害して村から追い出した。
学園を卒業し、雑用を片付けてから故郷のキキット村に戻ってルーシャと結婚式を挙げる予定だったが、そこでミナリスと再会。彼女から「ルーシャのことで話がしたい」と言われ飲食店に連れられるが、そこで食事に麻痺毒を盛られ、ミナリスの幻炎毒鬼で洗脳され自分への憎しみを植え付けられたカーバンヘイムの人々に暴力を振るわれる。「正義の名のもとに目の前の悪を倒す」という言葉をかつて無実のミナリスに実行したように、今度は自分が悪人に仕立て上げられ、何を間違えたのかわからないまま失意のうちに命を落とすという、因果応報の末路を辿った。
ルーシャ
ミナリスの復讐相手で幼馴染。ケリル同様、カーバンヘイム学園の生徒。卒業後は、ケリルと結婚式を挙げる予定を立てている。
ミナリスを排除してケリルを自分のものにするためにミナリスの秘密を村中にばらし、彼女が村人に迫害されて苦しむ様子をケリルの後ろで嘲笑っていた。
魔術師として高い実力を誇り、学園内でもケリルに色目を使う生徒には陰で睨みを利かせている。
ケリルより一足先にキキット村に帰り、結婚式の日を心待ちにしていたが、それを待っていたミナリスに襲撃され、他の村人共々海人の大罪の剣の能力によって村ごと不死の空間に閉じ込められる。軍属になったケリルによる敵討ちを待っていたが、ケリルがすでに死んでいることを見せつけられ、ミナリスへ怒りをぶつける（この時、ミナリスから渡された瀕死のケリルに自分の寿命と引き換えに全ての状態異常と体力を回復させる魔法を使うが、その正体はケリルではなくミナリスの元父親だった）。しかし、復讐の聖剣とその後の海人との旅で大幅に力を上げたミナリスには何一つ攻撃が届かず、不死の空間で3日間、白い蛆虫に食われながら、村人が同じように食われていくのを見させられる生き地獄を味わい、最期はケリルと幸せになれなかったことをミナリスに嘲笑されながら、最後に全身の肉を蛆虫に食い尽くされたことでキキット村は滅ぼされた。
なお、結婚式に招待された者たちは海人が仕掛けた妨害によって、到着を遅らされていた。復讐の全てが終わったことでようやく彼らは辿り着くも、生命の気配を感じない不気味なまでの静寂、白骨死体だらけの惨状、蛆が次々と羽化して白い成虫となって飛んでいくさまに言葉を失う。こうしてキキット村は交通の便が悪い辺境という立地もあって地図から消され、人々の記憶からもあっという間に忘れ去られていき、わずかな者のみが「白染め村」と呼ぶのみとなっていった。
レオン=ガイルード
海人の復讐相手。獣人の国、ギルムス獣国（「小説家になろう」では獣国グランディア）の第二皇子にして拳闘士で、獅子の獣人。
「高潔なる拳闘士」と呼ばれているが、実際はレベルや経験値に固執するだけの、単なる負けず嫌いであり、誰よりも力を追い求めている。
一度目の世界でレティシアを魔王へと仕立て上げた張本人の片割れ。海人にレティシアを倒させたうえで、自分が海人を倒してレベルを上げる算段だった。
海人の記憶では「この世界に勇者も魔王も王女も聖女も存在してはならない」と説明している。
二度目の世界で海人らの姦計に堕ち、妖精を改造した魔物「妖精喰い」と戦わされ、さらにはその妖精喰いに取り込まれながらリリアの死を見せられる。その怒りから海人を殺そうとするも、直後に妖精喰いの魔力が暴走して爆死。力を追い求めた末の、力にのみ込まれての消滅であった。
リリア=ルウ=ハールストン
海人の復讐相手。レティシアの姉。
一度目の世界でレティシアを魔王へと仕立て上げた張本人の片割れ。レオンとともに、「世界のために「魔王」も「勇者」も殺す」と自分たちが正しいと疑わずに暗躍していた。
とても丁寧な言葉遣いと優雅な所作を持つ淑女然とした魔族の女性で、少しでも無礼な態度をした者に「及第点にもならない」と断じて対応もしない。その本性はとてつもなく狡猾な策士で、レオンと謀って自分とレティシアの兄である先代魔王に刺客を差し向け、殺した黒幕。
二度目の世界では、最終的に兄の謀殺をレティシアに見破られて追い詰められた末、生き残ろうと媚びるも一蹴され、妹の手で首と胴を切り離され、胴を燃やされながら死ぬ末路を辿る。
メテリア=ローレリア
海人の復讐相手。ルナリア法国の聖女であり、一度目の世界で海人を「新たなる魔王」に仕立て上げた張本人。
一度目の世界で海人に危機を救われたことから彼を病的なまでに愛しており、「勇者は聖女と結ばれるのが正しい世界のあり方」と決めつけている。このため、海人がレティシアと相思相愛になったことを許せず、一度目の世界ではアレシアの思惑に便乗して海人を魔王に仕立て上げて孤立させ、自分の元に来て依存するよう仕向ける計画を実行するも、計画はとんでもない形で裏目に出てしまう。かねてから海人の抹殺を目論んでいたアレシアとグロンドを始め、ギードットら暴走した周囲の人間たちの姦計によって、海人は追い詰められた末に殺されてしまい、計画は大失敗に終わる（メテリア自身、ここまでの惨状になるとは予想だにしなかった模様）。しかも、彼が復讐鬼になる発端を作ってしまったため、自身に復讐対象に入ったことは露とも知らない。
海人と同じく一度目の世界の記憶を保持しており、それを活かして法国の敵対勢力をねじ伏せて海人を迎えにオロルレア王国へ赴くも、自分を含めた全てに対する復讐を誓った海人に届くはずもなく、また彼がレティシアを想い続けていることに怒り狂う。
大罪の剣に更なる呪いを重ね、固有能力を無効化させる『聖杯の呪毒』を作り出せる唯一人の人物で、二度目の世界で暗殺者を使って海人を呪毒に侵させ、全てをやり直させて自分と結ばせるために海人を地球へ強制送還した。

### その他の登場人物
レティシア=ルウ=ハールストン
第47代魔王。海人とは魔王になる前にあるダンジョンで出会っている。
いつしか海人と恋仲になり、彼から「元の世界に連れ帰って彼女として家族に紹介する」と言われ、海人と共に平和的解決の道を探していた。
しかし、嫉妬と憎悪に狂い、海人を取り返さんと目論むメテリアの思惑に乗ったレオンと姉の手によって魔王の力を暴走させられ、自ら海人の剣を受け命を落とす。
一度目の世界での生前の発言から、海人には「一番の自分の味方だった存在」だと考えられていて、彼女の言葉は海人の心の支えになっている。
二度目の世界で海人と出会った後に記憶を取り戻し、海人らに合流。兄を陥れて殺した姉・リリアに復讐を果たした後、復讐の心剣をノノリックとともに受け入れ、正式に仲間となる。
チュウスケ、スラ吉
海人の心剣の1つ、「魔畜の卵剣」に収納されているテイムモンスターのネズミとスライム。
チュウスケは情報収集、スラ吉は陽動と死体処理を任されている。
ちなみにチュウスケは当初、ネズミ1号という名だったが、ミナリスとシュリアから「名前がかわいくない」との猛抗議を受け、不本意ながら改名している。ただ、チュウスケもネズミ1号の名が気に入らないという挙動を見せていた。
クー
王都の魔力が込められた壁を壊す際に使用し、そのまま捨てることなく持ち出し海人達が世話をしていたウォールイーター。
最初は芋虫のような姿だったが、魔力を込めたエサをあげ続けたことで姿が卵に変化する。その状態で魔力を与え続けた結果、孵化し海人達の特徴を合わせた顔と少女のような身体と爬虫類のウロコに鳥の翼、ライオンの尻尾と肉球にウサギ耳を持ったキメラのような人型になった。
会話はできるものの若干片言であり、海人達も解析に苦労している。チュウスケ達と同様に「魔畜の卵剣」に収納されているが、本人は中に入るのを若干嫌がっている節がある。
カーバンヘイムに向かう途中にモンスターと遭遇した際、ミナリスの身体と一時的に同化し彼女に蟲を召喚・使役する能力を与えている。
ソーリィ=ルーエル
ユーミスの屋敷のメイドで、彼女の腹心にして恋人。
ユーミスに気に入られていて、性的に弄ばれているが本人もまんざらではない模様。ユーミスが計画したシュリアの魔法の才能を奪う作戦にも協力している。
海人とシュリアの復讐に利用され、ユーミスの目の前で水風船のように膨張させられ、破裂して死亡。直後にユーミスは発狂し、海人とシュリアに止めを刺された。
フェグナー=ルーリット
グロンドの執事兼ボディガードを務める老境の男。元々はグロンドの父の代から仕えており、かつては「戦場の血まみれ鬼」と恐れられた凄腕の持ち主で、老体となった現在でも戦闘技術は一流クラス。双子の兄のために不遇のみの人生を送らされ、その復讐として兄を殺した過去があり、復讐を果たして無為の人生を送っていたところをグロンドの父である先代の会頭に拾われた。このため、先代会頭とグロンドへの忠誠は不動。
一度目の世界では、グロンドの命に従い孤児院の子供達を「ラムネ」と呼ばれる麻薬で中毒にし、自分のいうことを聞く兵士に仕立て上げた。
二度目の世界では、主であるグロンドの目論みごと自分の計画を潰され、罠と知りながらも海人らを抹殺せんと独自に動き、対峙したミナリスとシュリアをあと一歩のところまで追い詰めるが、突如血を吐いて倒れる。実は呼び出された際に読んだ手紙の文字は水銀を使ったインクで書かれており、揮発したインクを吸ってしまっていたことで水銀中毒に侵されており、水銀に対する治癒手段がなかったため、結局そのまま身体を蝕まれて死亡した。
死の直前、双子の兄のために不遇のみの人生を送らされたことを独白するも、ミナリスとシュリアから「ハリボテの中身はやっぱり空っぽだった」とこき下ろされる。
死後は誰も知らないどこかに、グロンドから受け取った金貨ごと遺体を埋められ、「グロンド商会から金を持って逃げた裏切り者」にされた。
ノノリック
グロンドのボディガード。少女のような見た目としゃべり方をしているが、実際は男。サディストであり、気に入った人間は自分のおもちゃにしようとする。また、気まぐれな性格でもあり、わざとグロンドに色目を使ったり、持ち前の勘のよさから彼の考えを先読みして文句を言うなど、グロンドを度々辟易させている。
フェグナーの独断行動に介入して海人と対峙。「飛翔白舞（ランブルホワイト）」という白剣を無数に生み出し、敵に攻撃させる能力を持つ。
正体は真祖の吸血鬼であり、処女100人の生き血を吸う毎に1回、死亡した際に蘇生することが可能。
一度目の世界で海人と敵対していなかったこともあってか、後に海人らと合流し、リリアとレオン、及びその関係者の抹殺に関与する。実は真祖としてようやく力をつけた頃に、大切な存在だった者を殺された過去があり、レティシアの復讐を果たした後、彼女とともに復讐の心剣を受け入れて仲間となる。
レオーネ=ボルト
前世が日本人の行商人。弓の腕前が高く、一度目の世界では「暴れ弓のレオーネ」とも呼ばれていた。海人同様、一度目の世界の記憶がある。
ミナリスが住んでいたキキット村にも行ったことがあり、彼女が村人から迫害され追い出されたことを知っている。
「浴する瞳」という相手の感情を色として識別できる能力を持つ。復讐というどす黒い感情を持ち、ミナリスに復讐の道を歩ませる海人を許せず、復讐を止めるよう説得するが、当人の気持ちを全く考慮していない独善であったために一蹴される。その一方で、ミナリスに復讐をさせないよう、本来とは正反対の場所に故郷の村があると嘘を吹き込むなどして裏で暗躍するが、実際はある段階でミナリスに看破されていた。
ダン、シュピーネ、ザンク
レオーネが行商人として独り立ちする際についてきた故郷の仲間達。ダンとザンクは剣士の男性、シュピーネは魔術師の女性。
魔法の腕も磨くのと同時にミナリスに復讐を止めさせるためにカーバンヘイム学園に通うことを決意したレオーネと共にカーバンヘイム学園に入学する。
宮川
日本の警察官。集団失踪事件として扱われている海人の異世界召喚の真相の解明を目指している。ノリの軽い性格。
海人の記憶が事件のカギを握っていると確信し彼に記憶を急いで思い出すよう迫るが、一方で最も事件の被害を受けている宇景兄妹をそっとすべきだとも思っている。
大西
日本の警察官で宮川のお目付け役。
守銭奴であり、金を積まれれば、己の身分と公権力を利用した誘拐や殺人を平然と実行するサイコパス。
川上久美子
日本で「月間・ユートピア」という雑誌の記事を書いている記者。
集団失踪事件の真相が記された記事を作るべく、海人の周囲に張り込んでいる。
転移志願者の動向にも詳しく、悠斗や舞に転移志願者の主犯格が海人を殺す計画を立てていることを教えた。

## 用語
復讐の聖剣
一度目の世界で海人が死ぬ間際に手に入れた新たな心剣。敵の悪意や敵意を察知しやすくなる効果がある。
通常の剣として使用できるほか、強い憎悪を持った相手の胸元にナイフ状にしたこの剣を突き刺すことで海人と復讐の契約が結ばれ、新たな能力を契約者に発現させる。
契約を結んだ者はお互いの復讐の記憶を見ることになり、復讐相手が共有化される。命も共有化されるので互いに裏切って殺すことも不可能になる。
海人はこの契約を結んだ相手を自分の仲間や味方ではなく、共犯者と称している。また、契約を結ぶ理由を「1人でやるよりも、もっと充実した素晴らしい復讐ができそうだから」と説明している。
大罪の剣
海人の心剣の中でも一線を画す能力を持った七つの大罪をモチーフとする7つの剣。
解放すると七つの大罪の英語名を持つ精霊のような者が姿を見せる。解放状態の場合、会話することも可能。
剣によって特定の発動条件や使用後のデメリットがあり、海人もここ一番の場面でしか使わない（傲慢を冠する「驕傲城の唯一王」のみ、発動条件がない代わりにデメリットが毎回変動する。逆に「羨慕城の狂女」は発動条件が最も厳しく、なおかつ使用後のデメリットが最も大きい）。
剣の能力が著しく下がる代わりに発動条件やデメリットが発生しない使役状態という使い方もある。
一度目の世界で油断からメテリアに『聖杯の呪毒』を打ち込まれてしまったことで『聖女の呪い』を付与されており、解放すると自身の能力が下がる上に体力と魔力を奪われて数日間昏睡状態となり、加えて使用の形跡と現在位置をメテリアに知られてしまう。最終的にミナリスの復讐が終わった直後にメテリアに追いつかれた上、暗殺王ゴルドによる奇襲を受けてしまった。
転移志願者
海人の異世界召喚後の日本に出現した犯罪者集団。
異世界召喚のための生贄になった者達の最期の映像から失踪事件の被害者は異世界に転移したと考え、「彼らの私物を集めたり、彼らの血縁者や友人、知り合いを殺して得点を稼げば異世界に旅立てる」という思想を持っている。
その狂気の思想のもとで窃盗や誘拐、殺人事件などを起こしている。悠斗や舞も彼らが起こした事件で親交のあった者を殺されている。
聖杯の呪毒
対象の固有能力を全て無効化し、大罪の剣に『聖女の呪い』を付与する特殊な毒。
ルナリア法国の聖女であるメテリアにしか作れず、保存が利かないことが欠点だが、それらを差し引いても極めて強力かつ凶悪な効果を有している。

## 既刊一覧

### 小説
「小説家になろう」で連載していたが、2019年1月9日、サイトの運営が規約違反を理由に作者のアカウントを削除した（その後、作者も退会している）。「小説家になろう」で連載していたのは7巻の冒頭部分までで、削除以降は投稿サイトに投稿していない。このため、7巻以降は書き下ろしとなる。
- 木塚ネロ（著）・真空（イラスト）、KADOKAWA〈MFブックス〉、全8巻
  - 『二度目の勇者は復讐の道を嗤い歩む 1 〜裏切り王女〜』、2016年5月25日発売[1]、ISBN 978-4-04-068348-5
  - 『二度目の勇者は復讐の道を嗤い歩む 2 〜夢狂いの魔術師〜』、2016年10月25日発売[2]、ISBN 978-4-04-068671-4
  - 『二度目の勇者は復讐の道を嗤い歩む 3 〜忘夢の魔術師〜』、2017年6月24日発売[3]、ISBN 978-4-04-069273-9
  - 『二度目の勇者は復讐の道を嗤い歩む 4 〜欲沈みの商人〜』、2017年10月25日発売[4]、ISBN 978-4-04-069500-6
  - 『二度目の勇者は復讐の道を嗤い歩む 5 〜虚栄浸りの村人〜』、2018年4月25日発売[5]、ISBN 978-4-04-069866-3
  - 『二度目の勇者は復讐の道を嗤い歩む 6 〜魔慕の現人霊〜』、2018年8月25日発売[6]、ISBN 978-4-04-065132-3
  - 『二度目の勇者は復讐の道を嗤い歩む 7 〜浅ましき正解者〜』、2019年8月24日発売[7]、ISBN 978-4-04-065747-9
  - 『二度目の勇者は復讐の道を嗤い歩む 8 〜永々無窮の復讐者〜』、2020年12月25日発売[8]、ISBN 978-4-04-680070-1

### 漫画版
「ComicWalker」で連載中。
- 四方屋やも（漫画）・木塚ネロ（原作）・真空（キャラクター原案） 『二度目の勇者は復讐の道を嗤い歩む』 KADOKAWA〈MFC〉、既刊2巻（2020年3月23日現在）
  1. 2018年8月23日発売[9]、ISBN 978-4-04-069943-1
  2. 2020年3月23日発売[10]、ISBN 978-4-04-065642-7